# Балкончело (Бергамо)
Балкончело је насеље у Италији у округу Бергамо, региону Ломбардија.
Према процени из 2011. у насељу је живело 20 становника. Насеље се налази на надморској висини од 555 м.